# Ana Payo Payo
Ana Payo Payo (Zamora, 28 de mayo de 1986) es una oceanógrafa, ambientóloga, divulgadora científica y activista medioambiental española.

## Trayectoria
Payo se licenció en 2010 en la Universidad de Cádiz en Ciencias ambientales y en Ciencias del Mar Orientación Recursos Vivos. Además tiene un máster en Gestión y Conservación de la Biodiversidad por la Universidad de Barcelona y un Doctorado en Ecología de Poblaciones de Aves Marinas.
Centró su investigación en impulsar el desarrollo de estrategias de gestión y mitigación de los efectos del cambio climático sobre la biodiversidad. También trabajó como investigadora de ecología de poblaciones de aves marinas en el Instituto Mediterráneo de Estudios Avanzados (IMEDEA, CSIC-UIB) y como investigadora en ecología teórica en la Universidad de Aberdeen (Escocia).
Payo colaboró como divulgadora científica en Big Van Ciencia y como presentadora en el night show de humor y divulgación científica Balears fa Ciencia de la cadena IB3 televisión.
Payo participó en la expedición internacional Homeward Bound Project 2018, un proyecto enfocado a potenciar el liderazgo y empoderamiento de mujeres del ámbito científico y tecnológico y la lucha contra el cambio climático.

## Reconocimientos
Por su participación en el Homeward Bound Project 2018, Payo fue condecorada con la Medalla de Oro de la Cruz Roja Española junto a las otra cuatro españolas presentes en el proyecto, Alicia Pérez-Porro, Uxúa López y Alexandra Dubini.